# 帕呂峰
46°22′42″N 9°57′38″E / 46.37833°N 9.96056°E

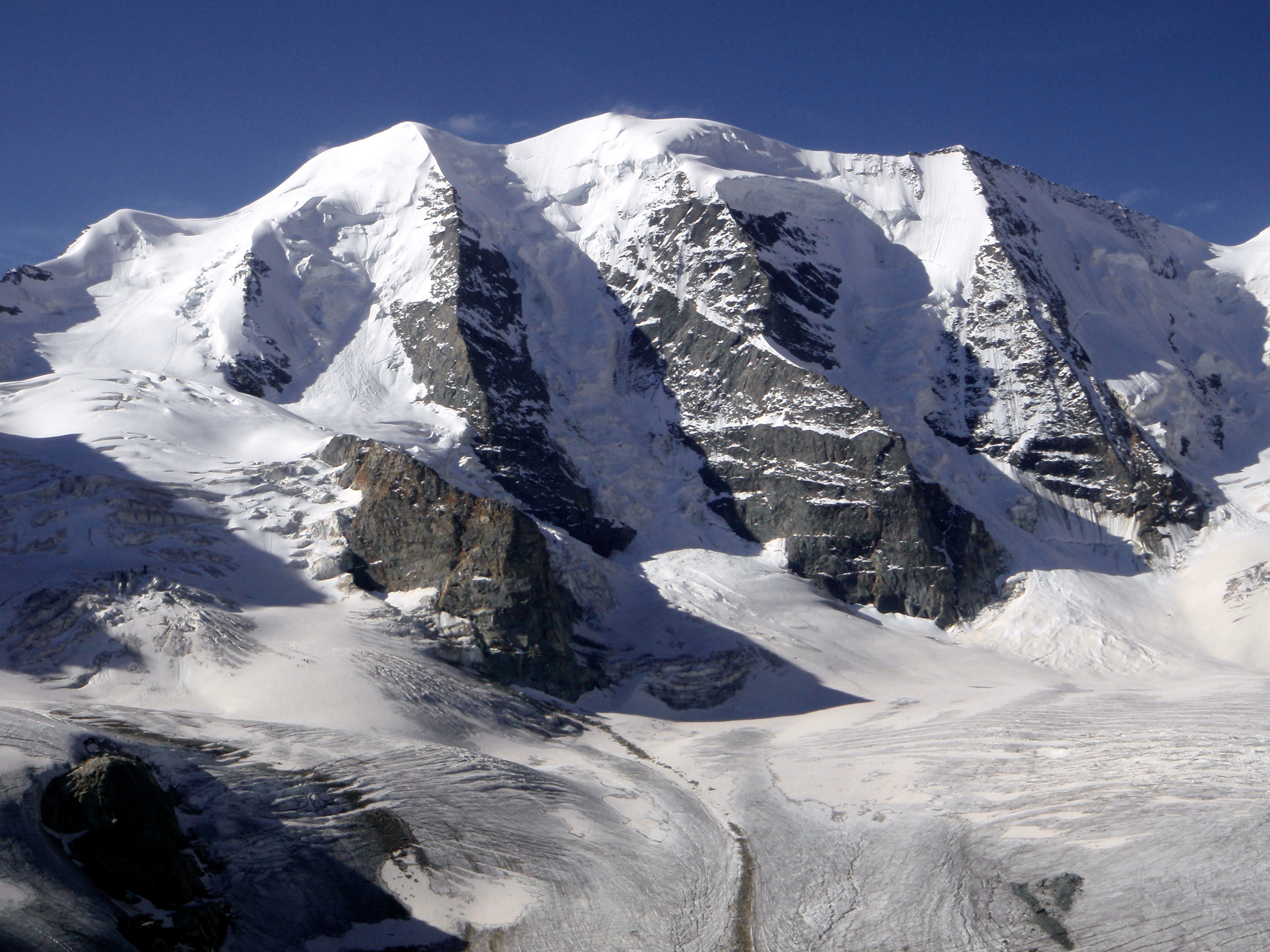

帕呂峰（Piz Palu），是瑞士的山峰，位於該國東部，由格勞賓登州負責管轄，屬於貝爾尼納山脈的一部分，距離貝拉維斯塔山2公里，海拔高度3,900米，人類首次在1866年首次登頂。